# Vet (Vaal)
Der Vet (englisch: Vet River, Afrikaans: Vetrivier) ist ein Fluss in der südafrikanischen Provinz Freistaat (Free State). Er ist ein Nebenfluss des Vaal, der in den Oranje mündet.

## Verlauf
Der Vet hat die beiden etwa gleich langen Quellflüsse Klein Vet (der an Winburg vorbeifließt) und Groot Vet, die im Erfenis Dam nahe Theunissen zusammenfließen. Von dort fließt der Vet etwa nordwestlich. Südwestlich von Welkom und östlich von Tierfontein nimmt er den Sand auf. Er mündet im Bloemhof Dam und fließt in den Vaal.

## Hydrometrie
Die Abflussmenge des Vet River wurde am Pegel Fizantkraal, beim größten Teil des Einzugsgebietes, über die Jahre 1968 bis 2021 in m³/s gemessen.